# Staatsbank der Freien Stadt Danzig
Staatsbank der Freien Stadt Danzig (Bank Państwowy Wolnego Miasta Gdańska) – bank o kapitale niemieckim działający w Gdańsku w latach 1933–1939.

## Historia
Powołany został przez Senat WMG w celu bardziej skutecznej realizacji założeń niemieckiej polityki finansowej na terenie tego podmiotu międzynarodowego. Został zlikwidowany z chwilą wybuchu II wojny światowej.

## Siedziba
Siedziba banku mieściła się kolejno – w budynku Bank von Danzig przy Karrenwall 10, ob. Wały Jagiellońskie (1933–1935), oraz w jednym z budynków Senatu WMG przy Hansaplatz 15, pl. Hanzy, obecnie nieistniejącym (1935–1939).